# Sambolabo Ladde
Sambolabo Ladde est un village de la commune de Banyo situé dans la région de l'Adamaoua et le département du Mayo-Banyo au Cameroun.

## Population
En 1967, Sambolabo Ladde comptait 334 habitants, principalement des Foulbe et des Nyam-Nyam.
Lors du recensement de 2005, 44 personnes y ont été dénombrées.